# Eyprepocnemis brachyptera
Eyprepocnemis brachyptera är en insektsart som beskrevs av Bruner, L. 1910. Eyprepocnemis brachyptera ingår i släktet Eyprepocnemis och familjen gräshoppor. Inga underarter finns listade i Catalogue of Life.